# 人民戦線党 (ウクライナ)
人民戦線党（じんみんせんせんとう、ウクライナ語: Народний фронт）は、ウクライナの政党。2014年創設。党首はアルセニー・ヤツェニュク。

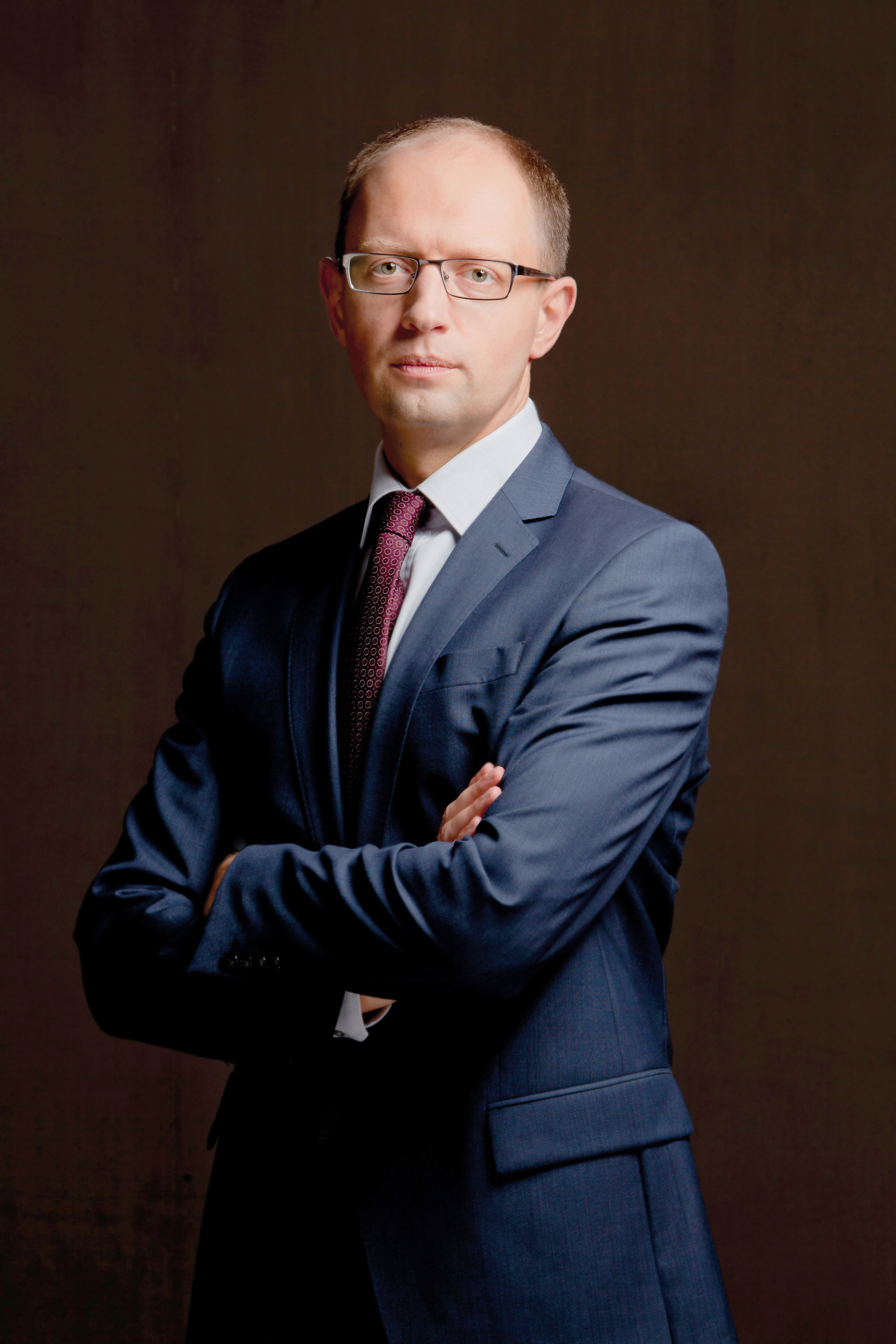
第15代ウクライナ首相となったアルセニー・ヤツェニュク

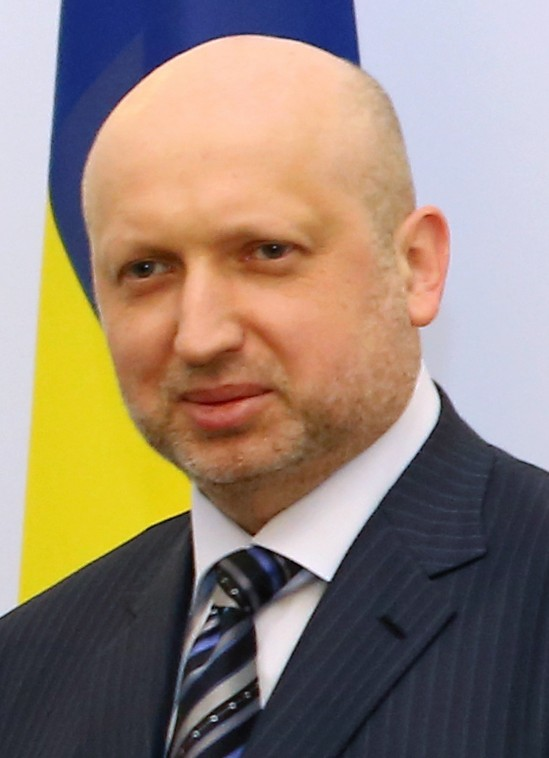
オレクサンドル・トゥルチノフ

## 概要
2014年に全ウクライナ連合「祖国」に所属していたアルセニー・ヤツェニュクとオレクサンドル・トゥルチノフにより結成された。他のメンバーはアルセン・アバコフ、国家安全保障・国防会議の元書記アンドレイ・パルビイ、ジャーナリストで内務大臣の補佐官のテチアナ・チョルノーヴォルなどで、暫定政権発足以降のヤツェニュク内閣の閣僚が中心となっている。2014年11月の議会選挙以降、引き続きペトロ・ポロシェンコ大統領とビタリ・クリチコが率いるペトロ・ポロシェンコ・ブロックとともに連立内閣の主軸となっている。その他、人民戦線党は、内務省や国防軍の地域部隊の隊長が参加する「軍事会議」を有している。

## 政策
親欧米路線の民族主義・保守主義とされる。また、自由党のような極右政党とは一線を画すものの、ペトロ・ポロシェンコ・ブロックよりも、ロシアへの対抗路線を強調する点が特徴。支持者はウクライナ西部・中央部に多い。